# Linia grzebieniasta
Linia grzebieniasta, linia zygzakowata (łac. pecten analis) – w anatomii człowieka linia przebiegająca okrężnie około 2–3 cm powyżej ujścia odbytu. W tym miejscu nabłonek przewodu pokarmowego, pochodzący z wewnętrznego listka zarodkowego (endodermy) łączy się z nabłonkiem skóry, pochodzącym z ektodermy.
W stosunku do linii grzebieniastej odbytu wyznacza się podstawowe kryterium podziału żylaków odbytu:
- żylaki odbytu wewnętrzne – znajdują się powyżej linii grzebieniastej,
- żylaki odbytu zewnętrzne – znajdują się poniżej linii grzebieniastej, są pokryte nabłonkiem wielowarstwowym płaskim nierogowaciejącym.

Na poziomie linii grzebieniastej do kanału odbytu uchodzą gruczoły cewkowe.

Przeczytaj ostrzeżenie dotyczące informacji medycznych i pokrewnych zamieszczonych w Wikipedii.